# محمود حمدي الفلكي
محمود حمدي الفلكي (1230 هـ / 1815م - 1302 هـ / 1885) عالم مصري وأحد أبرز الفلكيين في العصر الحديث، ويعد رائد علم الفلك الأثري الذي ربط بين الظواهر الفلكية والشواهد والمعالم الآثرية على نحو غير مسبوق، ولمحمود الفلكي العديد من الأبحاث والدراسات الفلكية التي حازت على إعجاب وتقدير علماء الغرب.

## بدايته
ولد محمود الفلكي عام 1815م بقرية الحصة بمحافظة الغربية وبدء تعليمه في كُتاب القرية، وفي العاشرة من عمره أخذه شقيقيه الأكبر معه إلى مدينة الإسكندرية حيث ألتحق بالمدرسة وتلقى تعليمه الأولي.
في عام 1824م ألتحق بمدرسة الترسانة البحرية والتي أنشئت في عهد محمد علي باشا على يد الفرنسي سيريزي خبير بناء السفن وكان يقوم بالتدريس فيها مدرسين فرنسيين وإيطاليين، وتخرج محمود الفلكى من المدرسة البحرية عام 1833 برتبة البلوك أمين.
التحق بعد ذلك بمدرسة البوليتكنيك وتخرج منها نهاية عام 1839 وكان أول دفعته وعين مدرسا للرياضيات برتبة الاسبران (ملازم) في مدرسة المهندسخانة ببولاق وكان مدرسا لمادة الجبر، وخلال فترة تدريسه ترجم عن الفرنسية أول كتاب باللغة العربية عن علم التفاضل والتكامل حيث كان يتقن الفرنسية.
حصل محمود الفلكى في عام 1842 على رتبة اليوزباشي (نقيب) وأتجه إلى دراسة الفلك، وقد ألحق محمد على مرصدا فلكيا بالمهندسخانة وأوكل إلى محمود الفلكى إدارته، وكان المرصد به ساعة فلكية وآلات رصد حديثة.
أعد محمود الفلكي بعنوان (نبذة مختصرة في تعيين عروض البلاد وأطوالها وأحوالها المتحيرة وذوات الأذناب واللحى) وقد صاغ هذا البحث بأسلوب علمي، وهذا البحث محفوظ بدار الكتب المصرية.
طلب منه محمد على بتحديد المساحات المنزرعة من الأرض لتحديد خراجها، فاستطاع أن يعين خطوط الطول ودوائر العرض لنحو ثلاثين نقطة في الدلتا والوجه القبلي، كما قام بقياس المساحات المنزرعة على أسس علمية لأول مرة في مصر.

## أعماله
في عام 1850 رشح محمود الفلكى مع زميليه إسماعيل مصطفى وحسين إبراهيم لبعثة إلى فرنسا لدراسة الطبيعة من قبل أستاذه علي باشا مبارك بعد أن لمس فيه النبوغ والتفوق، وقد نشر محمود الفلكي وهو في باريس عدد من الأبحاث الفلكية والجيوفيزيقية في المجلات العلمية الأوروبية.
حصل على شهادته العليا في 1854م أي بعد أربعة سنوات فقط من وصوله باريس، تنقل بعدها بين العديد من العواصم والمدن الأوروبية. نجح محمود الفلكى في قياس شدة المجال للمركبة الأفقية للقوي المغناطيسية الأرضية في ثلاثين مدينة ألمانية وبلجيكية لصالح أكاديمية العلوم البلجيكية، وبتكليف من الحكومة المصرية وسع منطقة أبحاثه لتشمل الجزر البريطانية وهولندا وفرنسا وبلجيكا، عين فيها الميل المغناطيسي للمحصلة الكلية للمجال المغناطيسي الأرضى في خمس وأربعين محطة أرصاد في مدن هذه الدول، وأنهى رصده بإيجاد خريطة دقيقة لهذه المنطقة الجغرافية، وقارن بين النتائج التي توصل إليها ونتائج العالم الفلكى الأنجليزى ادوارد سايين عام 1837 والتي أقتصرت على الجزر البريطانية فقط، فكان محمود الفلكى أول من خرج بنطاق أبحاثه عن نطاق الجزر البريطانية.
عاد محمود الفلكى من فرنسا في 18 أغسطس 1859م في عهد سعيد باشا، وتم أنتخابه عضوا في المجمع العلمي المصري والذي قد أسسه نابليون بونابرت أثناء الحملة الفرنسية، كما أنتخب وكيلا للجمعية الجغرافية المصرية أصبح بعدها رئيسا لها، وقد أشرف على المرصد الفلكى بعد نقله من بولاق إلى العباسية (القاهرة)، كما قام برسم خريطة طبوغرافية للقطر المصري بتكليف من الحكومة المصرية أستغرقت عشر سنوات.
كلف محمود الفلكي في عام 1860م بطلب من علماء أوروبا والخديوى سعيد برصد كسوف الشمس وتسجيله،  وكانت منطقة الكسوف الكلى تبدأ من كليفورنيا وتمتد حتى جنوب أفريقيا عبر المحيط الأطلسي، أختار محمود الفلكى مديرية نقلة في شمال السودان كموقع للرصد وسافر إلى هناك وأستطاع أن يرصد الكسوف لحظة بلحظة وسجله في تقرير بعثه إلى أكاديمية العلوم بباريس والتي أشادت به.
كتب محمود الفلكي بحثا بعنوان (في التنبؤ عن مقدار فيضان النيل قبل فيضانه) بعد أن جمع بيانات عن فيضان النيل من عام 1825 إلى عام 1864م، وقد أصبح بحثه هذا مرجع أساسي لتقديرات الرى في مصر.
أنتخب محمود الفلكى في المجلس العالمي الذي أولف في عهد وزارة شريف باشا، كما أناب عن الحكومة المصرية في المؤتمر الجغرافي الذي عقد في مدينة البندقية عام 1881م.
قام محمود الفلكي ببحث عن مدينة الإسكندرية وضع خلاله خرائط لمعالمها القديمة حيث نقب في حفائرها ليصبح أول مصري معاصر ينقب عن آثار الإسكندرية وموقع سورها القديم وقصورها ومتاحفها ومكتبتها القديمة، وقد كتب بحثه بالفرنسية، ويعتبر الفلكي أول عالم يضع أول دراسة علمية يخطط فيها لمعالم الإسكندرية القديمة بناء على ما اكتشفه في أعمال الحفر والتنقيب، وقد أطلق اسمه على شارع بمدينة الإسكندرية تقديرا لأعماله الجليلة.
عمل محمود الفلكي كوزير للأشغال في وزارة محمود سامي البارودي باشا في عام 1882، ثم عين وكيل لنظارة المعارف في وزارة شريف باشا من عام 1882 إلى عام 1884م

## أبرز مؤلفاته
- بيان المزايا التي تترتب على إنشاء مرصد فلكي للحوادث الجوية.
- التقويم العربي قبل الإسلام، طبع بمطبعة بولاق.
- التقاويم الإسرائيلية، طبع في بروكسل سنة 1855م.
- التنبؤ بمقدار فيضان النيل قبل فيضانه.
- الحالة الحاضرة للمواد المغناطيسية الأرضية في باريس، قدمت للمجمع العلمي الفرنسي سنة 1856م.
- حساب التفاضل والتكامل، (طبع بمطبعة بولاق).
- شدة المجال المغناطيسي في بلجيكا وألمانيا وفرنسا، نشر بالمجلة الآسيوية سنة 1859م.
- عمر الأهرام والغرض من بنائها كما يقرآن على نجم الشعري، نشرت بالمطبعة المصرية الفرنسية سنة 1885م.
- الكسوف الكلي للشمس في دنقلة، طبعت بباريس سنة 1861م.
- مشابهة «كان» الناقصة للفعل الفرنسي Avoir: (نشرت بالمجلة الأسيوية سنة 1861م).
- المقاييس والمكاييل، طبعت في كوبنهاغن سنة 1873م.
- نبذة مختصرة في تعيين عروض البلاد وأطوالها، مخطوط بدار الكتب.
- نتائج الأفهام في تقويم العرب قبل الإسلام، نشرت بالمجلة الأسيوية سنة 1858م.
- وصف مدينة الإسكندرية القديمة وضواحيها، طبعت في كوبنهاغن سنة 1872م.